# KCNIP3
KCNIP3 (англ. Potassium voltage-gated channel interacting protein 3) – білок, який кодується однойменним геном, розташованим у людей на короткому плечі 2-ї хромосоми.  Довжина поліпептидного ланцюга білка становить 256 амінокислот, а молекулярна маса — 29 231.
| 10         |  | 20         |  | 30         |  | 40         |  | 50         |
| ---------- |  | ---------- |  | ---------- |  | ---------- |  | ---------- |
| MQPAKEVTKA |  | SDGSLLGDLG |  | HTPLSKKEGI |  | KWQRPRLSRQ |  | ALMRCCLVKW |
| ILSSTAPQGS |  | DSSDSELELS |  | TVRHQPEGLD |  | QLQAQTKFTK |  | KELQSLYRGF |
| KNECPTGLVD |  | EDTFKLIYAQ |  | FFPQGDATTY |  | AHFLFNAFDA |  | DGNGAIHFED |
| FVVGLSILLR |  | GTVHEKLKWA |  | FNLYDINKDG |  | YITKEEMLAI |  | MKSIYDMMGR |
| HTYPILREDA |  | PAEHVERFFE |  | KMDRNQDGVV |  | TIEEFLEACQ |  | KDENIMSSMQ |
| LFENVI     |  |            |  |            |  |            |  |            |

A: Аланін

C: Цистеїн

D: Аспарагінова кислота

E: Глутамінова кислота

F: Фенілаланін

G: Гліцин

H: Гістидин

I: Ізолейцин

K: Лізин

L: Лейцин

M: Метіонін

N: Аспарагін

P: Пролін

Q: Глутамін

R: Аргінін

S: Серин

T: Треонін

V: Валін

W: Триптофан

Кодований геном білок за функціями належить до репресорів, іонних каналів, потенціалзалежних каналів, фосфопротеїнів. 
Задіяний у таких біологічних процесах як апоптоз, транскрипція, регуляція транскрипції, транспорт іонів, транспорт, транспорт калію, поліморфізм, альтернативний сплайсинг. 
Білок має сайт для зв'язування з іонами металів, іоном кальцію, калію. 
Локалізований у клітинній мембрані, цитоплазмі, ядрі, мембрані, ендоплазматичному ретикулумі, апараті гольджі.